# Julie Pomagalski
Julie Pomagalski (ur. 10 października 1980 w La Tronche, zm. 23 marca 2021 na zboczach góry Gemsstock w Szwajcarii) – francuska snowboardzistka polskiego pochodzenia, dwukrotna medalistka mistrzostw świata oraz zdobywczyni Pucharu Świata.

## Życiorys
Pierwszy sukces na arenie międzynarodowej osiągnęła w 1998 roku, kiedy zdobyła złoty medal w gigancie podczas mistrzostw świata juniorów w Chamrousse. Jeszcze dwukrotnie startowała na imprezach tego cyklu, najlepsze wyniki osiągając na mistrzostwach świata juniorów w Berchtesgaden w 2000 roku, gdzie zwyciężyła w gigancie równoległym (PGS), a w slalomie równoległym (PSL) zajęła trzecie miejsce.
W zawodach Pucharu Świata zadebiutowała 13 listopada 1997 roku w Tignes, zajmując 46. miejsce w gigancie. Pierwsze pucharowe punkty wywalczyła 6 marca 1998 roku w Les Gets, gdzie zajęła 17. miejsce w gigancie równoległym. Pierwszy raz na podium zawodów tego cyklu stanęła 3 grudnia 1999 roku w Zell am See, kończąc rywalizację w snowcrossie na drugiej pozycji. W zawodach tych rozdzieliła swą rodaczkę, Marie Laissus i Włoszkę Alessandrę Pescostę. Łącznie 34 razy stawała na podium zawodów PŚ, odnosząc przy tym dziewięć zwycięstw: 2 w snowcrossie, 2 w slalomie równoległym oraz 5 w gigancie równoległym. Najlepsze wyniki osiągnęła w sezonie 2003/2004, kiedy to triumfowała w klasyfikacji generalnej, w klasyfikacji PAR była trzecia, a w klasyfikacji snowcrossu była druga. Ponadto w sezonie 2005/2006 była druga w klasyfikacji generalnej i klasyfikacji PAR, w obu przypadkach ustępując tylko Danieli Meuli ze Szwajcarii.
Wśród seniorek pierwszy medal wywalczyła w 1999 roku, zwyciężając w snowcrossie na mistrzostwach świata w Berchtesgaden.  Pokonała tam Rosjankę Mariję Tichwinską i kolejną Francuzkę, Olivię Guerry. Zdobyła też srebrny medal w PGS na mistrzostwach świata w Kreischbergu w 2003 roku. Uplasowała się tam między Szwajcarką Ursulą Bruhin i Niemką Heidi Renoth. Była też między innymi piąta w PSL podczas mistrzostw świata w Whistler w 2005 roku. W 2002 roku wystartowała na igrzyskach olimpijskich w Salt Lake City, gdzie była szósta w gigancie równoległym. Brała też udział w rozgrywanych cztery lata później igrzyskach w Turynie, gdzie ponownie była szósta w PGS, a rywalizację w snowcrossie ukończyła na 23. pozycji.
W 2007 r. zakończyła karierę.
Była wnuczką Jeana Pomagalskiego.
Zginęła 23 marca 2021 w lawinie, na zboczach góry Gemsstock w Alpach Lepontyńskich w Szwajcarii.

## Osiągnięcia

### Igrzyska olimpijskie
| Miejsce | Dzień     | Rok  | Miejscowość    | Konkurencja       | Zwyciężczyni   |
| ------- | --------- | ---- | -------------- | ----------------- | -------------- |
| 6.      | 15 lutego | 2002 | Salt Lake City | Gigant równoległy | Isabelle Blanc |
| 6.      | 23 lutego | 2006 | Turyn          | Gigant równoległy | Daniela Meuli  |
| 23.     | 17 lutego | 2006 | Turyn          | Snowcross         | Tanja Frieden  |

### Mistrzostwa Świata
| Miejsce | Dzień       | Rok  | Miejscowość          | Konkurencja       | Zwyciężczyni              |
| ------- | ----------- | ---- | -------------------- | ----------------- | ------------------------- |
| 1.      | 12 stycznia | 1999 | Berchtesgaden        | Snowcross         | -                         |
| 17.     | 23 stycznia | 2001 | Madonna di Campiglio | Gigant            | Karine Ruby               |
| 16.     | 24 stycznia | 2001 | Madonna di Campiglio | Gigant równoległy | Ursula Bruhin             |
| 18.     | 28 stycznia | 2001 | Madonna di Campiglio | Snowcross         | Karine Ruby               |
| 2.      | 13 stycznia | 2003 | Kreischberg          | Gigant równoległy | Ursula Bruhin             |
| 10.     | 15 stycznia | 2003 | Kreischberg          | Slalom równoległy | Isabelle Blanc            |
| 8.      | 16 stycznia | 2005 | Whistler             | Snowcross         | Lindsey Jacobellis        |
| 9.      | 18 stycznia | 2005 | Whistler             | Gigant równoległy | Manuela Riegler           |
| 5.      | 19 stycznia | 2005 | Whistler             | Slalom równoległy | Daniela Meuli             |
| 6.      | 14 stycznia | 2007 | Arosa                | Snowcross         | Lindsey Jacobellis        |
| 8.      | 16 stycznia | 2007 | Arosa                | Gigant równoległy | Jekatierina Tudiegieszewa |
| 21.     | 17 stycznia | 2007 | Arosa                | Slalom równoległy | Heidi Neururer            |

### Puchar Świata

#### Miejsca w klasyfikacji generalnej
- sezon 1997/1998: 127.
- sezon 1998/1999: 41.
- sezon 1999/2000: 8.
- sezon 2000/2001: 21.
- sezon 2001/2002: 4.
- sezon 2002/2003: 6.
- sezon 2003/2004: 1.
- sezon 2004/2005: –
- sezon 2005/2006: 2.
- sezon 2006/2007: 20.

#### Miejsca na podium
1. Zell am See – 3 grudnia 1999 (snowcross) – 2. miejsce
2. Ischgl – 6 lutego 2000 (snowcross) – 2. miejsce
3. Park City – 5 marca 2000 (gigant) – 2. miejsce
4. Morzine – 14 stycznia 2001 (snowcross) – 2. miejsce
5. Asahikawa – 24 lutego 2001 (gigant równoległy) – 1. miejsce
6. Whistler – 10 grudnia 2001 (gigant równoległy) – 2. miejsce
7. Mont-Sainte-Anne – 14 grudnia 2001 (gigant równoległy) – 1. miejsce
8. Kreischberg – 24 stycznia 2002 (gigant równoległy) – 2. miejsce
9. Ruka – 15 marca 2002 (snowcross) – 2. miejsce
10. Tandådalen – 23 marca 2002 (snowcross) – 2. miejsce
11. Berchtesgaden – 25 stycznia 2003 (snowcross) – 2. miejsce
12. Maribor – 8 lutego 2003 (gigant równoległy) – 1. miejsce
13. Maribor – 9 lutego 2003 (slalom równoległy) – 3. miejsce
14. Serre Chevalier – 7 marca 2003 (gigant równoległy) – 2. miejsce
15. Sölden – 19 października 2003 (slalom równoległy) – 3. miejsce
16. Stoneham – 21 grudnia 2003 (gigant równoległy) – 2. miejsce
17. Bad Gastein – 6 stycznia 2004 (slalom równoległy) – 2. miejsce
18. L’Alpe d’Huez – 11 stycznia 2004 (gigant równoległy) – 1. miejsce
19. Arosa – 17 stycznia 2004 (snowcross) – 2. miejsce
20. Berchtesgaden – 8 lutego 2004 (gigant równoległy) – 2. miejsce
21. Sapporo – 21 lutego 2004 (slalom równoległy) – 1. miejsce
22. Jōetsu – 26 lutego 2004 (snowcross) – 2. miejsce
23. Jōetsu – 27 lutego 2004 (snowcross) – 2. miejsce
24. Bardonecchia – 11 marca 2004 (snowcross) – 1. miejsce
25. Bardonecchia – 14 marca 2004 (gigant równoległy) – 3. miejsce
26. Sölden – 16 października 2004 (gigant równoległy) – 3. miejsce
27. Landgraaf – 24 października 2004 (slalom równoległy) – 3. miejsce
28. Kronplatz – 4 grudnia 2004 (gigant równoległy) – 3. miejsce
29. Sierra Nevada – 12 marca 2005 (slalom równoległy) – 3. miejsce
30. Landgraaf – 7 października 2005 (slalom równoległy) – 1. miejsce
31. Whistler – 8 grudnia 2005 (snowcross) – 1. miejsce
32. Kronplatz – 15 stycznia 2006 (gigant równoległy) – 2. miejsce
33. Lake Placid – 9 marca 2006 (gigant równoległy) – 1. miejsce
34. Zell am See – 21 grudnia 2006 (slalom równoległy) – 3. miejsce

- w sumie 9 zwycięstw, 17 drugich i 8 trzecich miejsc.